# William Samuel Ritchie
Pour les articles homonymes, voir William Ritchie et Ritchie.
William Samuel Ritchie (25 février 1927-9 février 2014) est un homme politique canadien de la Colombie-Britannique. Il est député provincial créditiste de la circonscription britanno-colombienne de Central Fraser Valley de 1979 à 2014,.

## Biographie
Né à Glasgow en Écosse, Ritchie joint la Royal Navy durant la Seconde Guerre mondiale. Il devient ensuite vendeur de bois d'allumage afin de survenir aux besoins de sa famille. Après avoir opéré une ferme en Écosse, il aménage dans le comté de Fermanagh en Irlande du Nord où il épouse Maud Armstrong.
En 1952, il embarque à bord de l'Empress of Canada et s'établit à Winnipeg au Manitoba. Il occupe plusieurs emplois en agriculture sauf pendant une courte période pour la Trans-Canada Air Lines et en tant qu'agent immobilier.
Éventuellement, Ritchie s'établit à Burnaby en Colombie-Britannique et travaille comme directeur général des ventes pour Buckerfields Feed. Il s'établit ensuite à Abbotsford et s'associe avec Dave Smith afin de créer la Ritchie-Smith Feeds Ltd.

## Politique
Après la vente de la Ritchie-Smith Feeds Ltd, Ritchie devient député de Central Fraser Valley et occupe la fonction de ministre des Affaires municipales dans le gouvernement de Bill Bennett. Il ne se représente pas lors de l'élection de 1986.

## Fin de vie
Ritchie rencontre Nina en 1990 et le couple s'établit à Qualicum Beach, où Ritchie décède en février 2014.